# Triban (Chorwacja)
Triban (wł. Tribano) – wieś w Chorwacji, w żupanii istryjskiej, w mieście Buje. W 2011 roku liczyła 131 mieszkańców.